# Скаляп

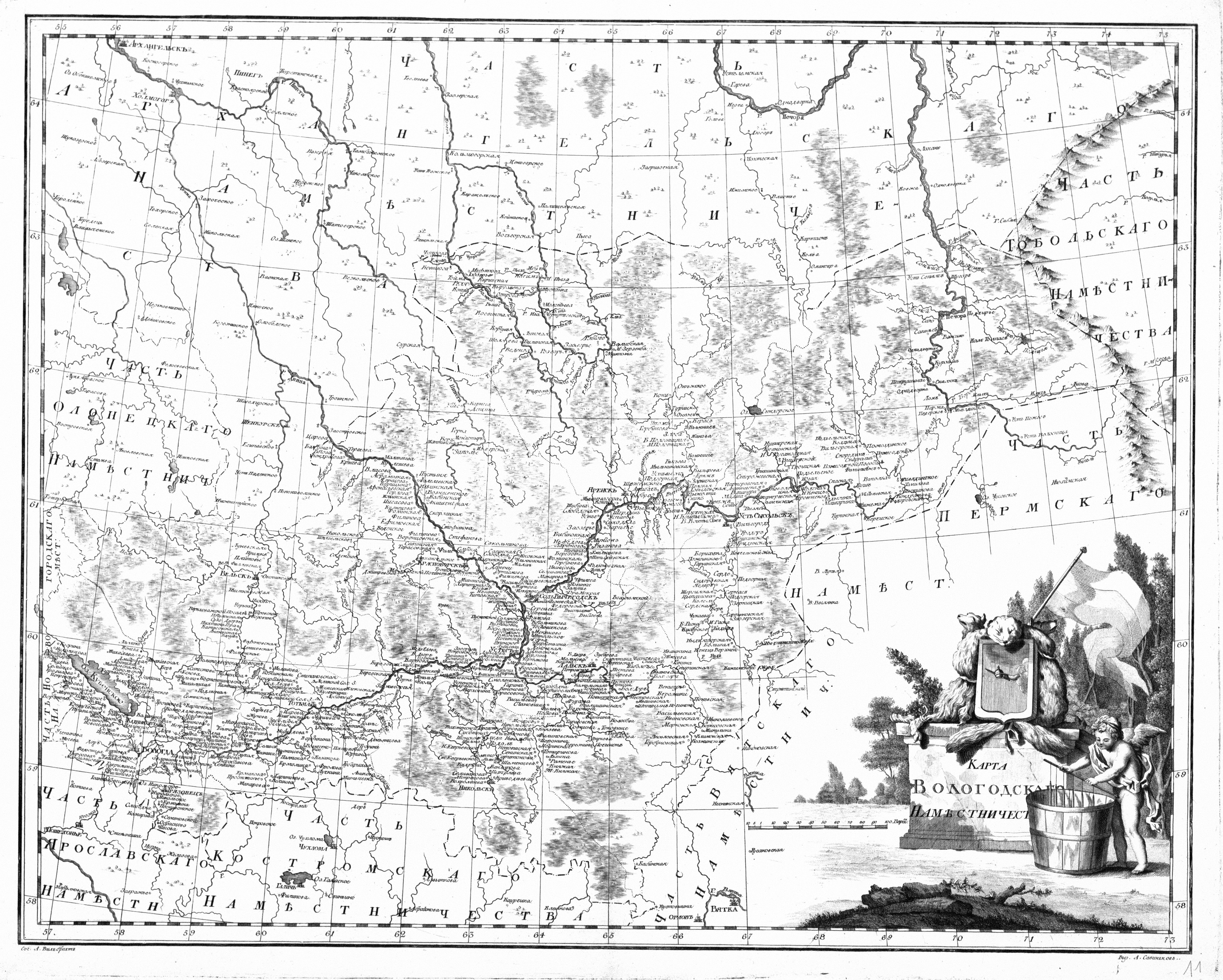
Деревня Скаляп («Скаляпъ») на карте Вологодского наместничества. Российский атлас 1792 года

Скаляп — деревня в Троицко-Печорском районе республики Коми в составе сельского поселения Покча.

## География
Находится в западной части района на правом берегу Печоры на расстоянии примерно 38 километров по прямой от поселка Троицко-Печорск на северо-северо-запад.

## Климат
Климат умеренно-континентальный, лето короткое и умеренно-прохладное, зима многоснежная, продолжительная и холодная. Среднегодовая температура -1.2 градусов С, при этом средняя температура января равна -18 градусов С, июля 16 градусов С. Продолжительность отопительного периода равна 254 суткам при среднесуточной температуре -7,40 градусов С. Устойчивый снежный покров образуется в среднем в 26 октября и продолжается до 14 мая. Средняя высота снежного покрова за зиму незащищенных участков – 74 см, максимальная – 116 см, минимальная – 38 см.
Часовой пояс
Деревня Скаляп находится в часовой зоне МСК (московское время). Смещение применяемого времени относительно UTC составляет +3:00.

## История
Известна с 1719 год, основана жителями Троицко-Печорска и Савинобора. В исторических документах название деревни варьируется: Калябская, Скаляповская, Скаляпов.
Упоминается в книге А. Прозорова "Ведун. Заклятие предков."

## Население
| 2010 |
| ---- |
| 20   |

Постоянное население составляло 32 человека в 2002 году (коми 100%), 20 человек в 2010 году.